# Gare d'Ortoncourt
La gare d'Ortoncourt est une gare ferroviaire française, aujourd'hui fermée, de la ligne de Charmes à Rambervillers, située sur le territoire de la commune d'Ortoncourt, dans le département des Vosges en région Lorraine.
Elle est mise en service en 1871 par la Compagnie des chemins de fer de l'Est et est fermée au service des voyageurs en 1935.

## Situation ferroviaire
Établie à 336 mètres d'altitude, la gare d'Ortoncourt est située au point kilométrique (PK) 17,5 de la ligne de Charmes à Rambervillers, entre les gares de Rehaincourt et Moyemont. 

## Histoire
La halte d'Ortoncourt (ou Ertoncourt) est mise en service le 16 septembre 1871 par la Compagnie des chemins de fer de l'Est, chargée de l'exploitation par la Compagnie du chemin de fer de Rambervillers à Charmes concessionnaire de la ligne. Étant une halte, la halte d'Ortoncourt ne possède pas de salle d'attente.
En 1886, le trafic de la halte représente pour l'expédition, 6 860 voyageurs pour une recette totale de 1 847,50 fr.
La fermeture du service voyageurs intervient en 1935.
Il ne reste que la plateforme de la voie, la gare et ses installations ont disparu. La mairie d'Ortoncourt est située au no 1 de la rue de l'ancienne gare.